# Trachelipus ratzeburgi
Trachelipus ratzeburgi är en kräftdjursart som först beskrevs av Brandt 1833.  Trachelipus ratzeburgi ingår i släktet Trachelipus, och familjen Trachelipodidae. Enligt den svenska rödlistan är arten nära hotad i Sverige. Arten förekommer i Götaland. Artens livsmiljö är skogslandskap.